# Bernd Belina
Bernd Belina (* 1972) ist ein deutscher Geograph. Er ist seit April 2008 Professor am Institut für Humangeographie an der Johann Wolfgang Goethe-Universität Frankfurt am Main.

## Beruflicher Werdegang und Forschungsschwerpunkt
Promoviert hat er am Institut für Geographie der Universität Bremen und anschließend am Institut für Geographie der Universität Potsdam und am Leibniz-Institut für Länderkunde in Leipzig gearbeitet. Anschließend übernahm er im Jahr 2008 eine Juniorprofessur in Frankfurt am Institut für Humangeographie. Seit Oktober 2011 ist er Professor an ebendiesem Institut.
Bernd Belina ist Mitherausgeber der Zeitschrift Geographische Zeitschrift und der Buchreihe Raumproduktionen: Theorie & gesellschaftliche Praxis, im Herausgebendenkreis der Zeitschrift Kriminologisches Journal, im Editorial Board der Online-Zeitschrift ACME (An International E-Journal for Critical Geographies) und im Beirat der Zeitschrift Suburban.
Seine Forschungsschwerpunkte sind historisch-geographischer Materialismus, Stadtgeographie, Politische Geographie und Kritische Kriminologie. Ferner ist er ein Vertreter der sogenannten Kritischen Geographie.

## Veröffentlichungen (Auswahl)

### Monographien
- Bernd Belina (2023): Gefährliche Abstraktionen. Regieren mittels Kriminalisierung und Raum. Münster: Westfälisches Dampfboot, ISBN  978-3-89691-075-2 (Open Access: PDF auf ssoar.info).
- Bernd Belina (2018): Raum. 2. Auflage. Münster: Westfälisches Dampfboot, ISBN 978-3-89691-682-2 (zuerst 2013).
- Bernd Belina (2011): Raum, Überwachung, Kontrolle. Vom staatlichen Zugriff auf städtische Bevölkerung. 2. Auflage. Münster: Westfälisches Dampfboot, ISBN 978-3-89691-635-8 (zuerst 2006).

### Herausgeber
- Bernd Belina, Andreas Kallert, Michael Mießner & Matthias Naumann (Hrsg.) (2022): Ungleiche ländliche Räume. Widersprüche, Konzepte und Perspektiven. Bielefeld: transcript, ISBN 978-3-8394-6013-9 (Band als frei verfügbare PDF-Datei).
- Bernd Belina, Matthias Naumann, Anke Strüver (Hrsg.) (2024): Handbuch Kritische Stadtgeographie. 6. vollständig überarbeitete Auflage. Münster: Westfälisches Dampfboot, ISBN 978-3-89691-955-7 (zuerst 2014).
- Anne Vogelpohl, Boris Michel, Henrik Lebuhn, Johanna Hoerning & Bernd Belina (Hrsg.) (2021): Raumproduktionen II. Theoretische Kontroversen und politische Auseinandersetzungen. Münster: Westfälisches Dampfboot, ISBN 978-3-89691-110-0 (zuerst 2018).
- Bernd Belina & Boris Michel (Hrsg.) (2019): Raumproduktionen. Beiträge der Radical Geography. Eine Zwischenbilanz. 4. Auflage. Münster: Westfälisches Dampfboot, ISBN 978-3-89691-659-4 (zuerst 2007).
- Bernd Belina (Hrsg.) (2013): Staat und Raum. Positionen der Politischen Geographie. Stuttgart: Franz Steiner, ISBN 978-3-515-10346-6.